# Milan Pavkov
Milan Pavkov, né le 9 février 1994 à Novi Sad en Yougoslavie, est un footballeur serbe qui évolue au poste d'attaquant avec le club d'Al-Fayha.

## Biographie

### Carrière en club

#### Étoile rouge de Belgrade (depuis 2017)
Lors de la Ligue des champions 2018-2019, il marque un doublé et donne ainsi la victoire à son club, contre le futur vainqueur de l'épreuve, le Liverpool FC.

### Carrière en sélection nationale
Le 20 mars 2019, il reçoit sa première sélection en équipe de Serbie, lors d'un match nul un but partout de son équipe contre l'Allemagne.